# Aphirape riparia
Aphirape riparia är en spindelart som beskrevs av Galiano 1981. Aphirape riparia ingår i släktet Aphirape och familjen hoppspindlar. Inga underarter finns listade i Catalogue of Life.